# Asperula capitellata
Asperula capitellata är en måreväxtart som beskrevs av Heinrich Carl Haussknecht och Joseph Friedrich Nicolaus Bornmüller. Asperula capitellata ingår i släktet färgmåror, och familjen måreväxter. Inga underarter finns listade i Catalogue of Life.